# Bohdan Dzyurakh
Bohdan Dziurach, C.Ss.R. (Horuck, 20 de março de 1967) - bispo ucraniano greco-católico do rito bizantino-ucraniano servindo na Alemanha e na Escandinávia, Exarca apostólico da Alemanha e Escandinávia a partir de 2021.
Foi ordenado sacerdote em 17 de março de 1991 por Julian Woronowski. Em 19 de agosto de 1995, professou sua profissão de Redentorista. Ele foi, entre outros, tutor de estudantes ucranianos em Estrasburgo, mestre de noviços em Lviv e capelão do hospital infantil daquela cidade.
Ele foi eleito bispo auxiliar da arquiparquia de Kiev. Em 21 de dezembro de 2005, o Papa Bento XVI aprovou esta eleição e concedeu-lhe o título de Vagada. A Quirotonia Episcopal foi-lhe dada em 15 de fevereiro de 2006 pelo Card. Lubomyr Huzar.
Nos anos de 2006-2021, foi secretário do Sínodo dos Bispos da Igreja Greco-Católica Ucraniana. A partir de 2009, ele também foi o chefe da administração da Igreja.

Em 18 de fevereiro de 2021, o Papa Francisco o transferiu para o cargo de exarca apostólico da Alemanha e Escandinávia. A entrada na catedral greco-católica de Munique ocorreu em 18 de abril de 2021.